# Bombus macgregori
Bombus macgregori är en biart som beskrevs av Juan Manuel Labougle och Ayala 1985. Den ingår i släktet humlor och familjen långtungebin. Inga underarter finns listade.

## Beskrivning
Drottningen har tjock, svart päls på huvud, ibland med en inblandning av vita hår på hjässan och kring antennfästena. Mellankroppen och benen är svarta, liksom första tergiten och främre delen av den fjärde tergiten. Resten av bakkroppen är vit. Hon blir omkring 20 mm lång.
Arbetarna påminner om drottningen, men det vita på bakkroppen börjar redan från bakre delen av tergit tre. De är betydligt mindre än drottningen, med en kroppslängd på omkring 11 mm.
Hanarna har en blandning av svarta och vita hår på huvud och mellankropp. För övrigt har de samma utseende som arbetarna förutom att de är längre, omkring 14 till 16 mm.

## Ekologi
Arten har inte studerats mycket, men det förefaller som den är en bergsart som vistas på höjder mellan 1 250 och 3 300 m. Habitatet utgörs av granskog, ibland uppblandat med tallar och lövträd i ett subtropiskt höglandsklimat med torra vintrar ("Cwb" enligt Köppen). Arten är troligtvis aktiv året om.

## Utbredning
Humlan är påträffad i Mexiko i Sierra Madre del Sur samt angränsande delar av Guatemala. I Mexiko finns den i delstaterna Jalisco, Oaxaca, Guerrero och Guerrero, medan den i Guatemala förekommer i departementen San Marcos, Quetzaltenango, Sololá, Chimaltenango, Sacatepéquez, Baja Verapaz och Escuintla.

## Bevarandestatus
IUCN klassificerar denna art som livsraftig (LC). Sedan omkring 2005 har utbredningsområdet emellertid minskat. De främsta orsakerna är  habitatförlust till följd av uppodling, skogsplantering, gruvanläggning och byggnation. Förorening är en annan orsak. Ett naturligt hot är jordskred, som är vanliga i de höglänta områden där arten förekommer.